# Expansion Team
Expansion Team è il secondo album dei Dilated Peoples, gruppo Hip hop. Realizzato nel 2001 per Capitol Records, si avvale di importanti collaborazioni nella produzione, come The Alchemist e ?uestlove.

## Tracce
1. Live on Stage (4:41)
2. Worst Comes to Worst (3:36)
3. Clockwork (3:48)
4. Trade Money (5:38)
5. Heavy Rotation 	(5:15)
6. Self Defense 	(3:36)
7. Phil da Agony Interlude 	(:42)
8. Proper Propaganda 	(3:56)
9. Dilated Junkies 	(4:12)
10. Panic 	(3:49)
11. Pay Attention 	(3:24)
12. Night Life 	(4:14)
13. War 	(1:32)
14. Hard Hitters 	(3:56)
15. Defari Interlude 	(1:50)
16. Expansion Team Theme 	(6:38)